# ラストマン-全盲の捜査官-
『ラストマン-全盲の捜査官-』（ラストマン ぜんもうのそうさかん）は、2023年4月23日から6月25日まで、TBS系「日曜劇場」枠にて放送されたテレビドラマ。主演は福山雅治。
全盲のFBI特別捜査官と、警視庁の刑事がバディを組んで事件を解決し、被害者の息子、容疑者の息子として、41年前の強盗殺人事件の真相解明に挑む姿を描く。

## あらすじ
プロローグ
日本の警察庁とFBI（米連邦捜査局）の連携強化を目的とする日米刑事共助協定の締結に伴い、交換留学生として日本にやって来た全盲の捜査官・皆実広見は、どんな難事件も最後に解決することから「ラストマン」と呼ばれていた。
日本での皆実のアテンド役に任じられたのが、警察庁長官官房人事課 人材交流企画室室長の警部補・護道心太朗。彼は悪をこの上なく憎み、犯人検挙のためには違法捜査も厭わず、誰にも情報を渡さず手柄を独り占めする捜査姿勢から仲間の刑事たちにも嫌われていた。
心太朗のその捜査姿勢には、強盗放火殺人犯として千葉刑務所に収監中の鎌田國士を父にもち、養子として警察一家である護道家に引き取られた彼の過去が大きく関係していた。
序盤
皆実は自らの来日歓迎式典で、今日世間を震撼させる無差別連続爆破事件の犯人逮捕を声高に宣言、捜査一課も追いかけるこの事件の捜査に勝手に加わり、挙句に捜査一課の見立てを完膚なきまでに否定、早速刑事たちと真っ向から対立する。さらに皆実の捜査姿勢は日本では非常識極まりない行動ばかりで、日本の刑事たちにとってははた迷惑であった。
だが、宣言通り事件を解決し、人たらしな皆実の性格も相俟って刑事たちの信頼も得て、心太朗と共にあらゆる難事件の事件の真相究明に挑んでいった。
中盤
心太朗は、日米刑事共助協定締結を主導し皆実が来日する契機を与えたのが、次期警察庁長官の最有力候補と目される警察庁次長の義兄・護道京吾であることから、要人である皆実のアテンド役に弟である自分を当ててミスをさせ、兄にその責任を擦りつけ失脚させようとする対立勢力の陰謀だと邪推するが、心太朗をアテンド役に指名したのは皆実自身だと知る。
そして、皆実は、自らが視力と両親を失う原因となった41年前の強盗殺人事件について、元妻で在日アメリカ大使館参事官・デボラジーン・ホンゴウらの助けを借り独自捜査を進める中で、その犯人で収監中の鎌田は心太朗の実父であると突き止めており、彼に接触するため、息子の心太朗を利用しようとしていたのである。
自らの父が皆実の両親を殺した犯人である事実と、その事件について皆実が捜査しようとしていたことを知り、心太朗は自らを利用した皆実に憤慨、バディの解消を訴える。しかし、デボラや皆実に説得され、自らも過去に向き合う決心を固める。
終盤
共に事件の真相に迫ることを決めた皆実と心太朗は鎌田に面会するため千葉刑務所を訪れるが、鎌田は病床にあり重篤な状態で余命も短く、面会は難しいと告げられる。
東京に戻った2人に、これまで皆実の目となり捜査をサポートし続けた人材交流企画室の巡査吾妻ゆうきと、心太朗の義甥で警部の護道泉が協力を申し出る。皆実は、事件当時理事官職にあったのが泉の祖父で心太朗の義父である護道清二であることから、事件の真相に迫ることで冤罪が発覚し護道家の名に傷がつくことになりかねないと泉に伝えるが、泉は、その祖父から正しいことをしろと教わってきており、真実を知ろうとするのとは正しいことだとし態度を変えなかったため、それをうけて皆実は泉の捜査協力を受けることにする。
41年前の事件の第一発見者で元捜査一課長の山藤憲治が御殿場から上京してくることになり、心太朗、捜査一課佐久良班主任の警部補・佐久良円香、そして皆実は彼と会うことに。山藤は心太朗と佐久良の恩師であるが、事件を語る口調から皆実らは何かを隠しているとにらむ。
捜査を進める中で、泉が見つけた昭和50年代の資料から、皆実の父である皆実誠が強引な地上げをしていたことが発覚する。さらに、広域暴力団・南雲会元幹部の池上隼人が誠と繋がっていたことが分かり、彼に接触し話を聞いた皆実と心太朗は、政界のドンで泉の母方の祖父である弓塚敏也が自らの公共事業を進めるため誠と共に池上ら暴力団を使い地上げを進め、それを揉み消していたことを掴むが、池上は41年前の事件については頑なに話さなかった。明くる朝、池上は川で水死体となって発見される。タイミングから口封じのための他殺と考え捜査を進めようとする捜査一課の佐久良班に対し、警察上層部が本件を事故として処理するよう通達する。佐久良たちは納得できず捜査を続行しようとするが、心太朗は捜査一課の刑事たちを守るため捜査をやめるように言う。
実はこの件は清二が京吾に対し、弓塚の指示として事故として処理するように働きかけており、捜査を打ち切られたことに納得のいかない泉は、弓塚の指示でこの件を事故処理にしたのではないかと京吾を問い詰めるが、京吾は「いい加減大人になれ。綺麗事だけでは警察官僚になれない。お前は自分の祖父を無駄に傷つけたいのか。母さんまで傷つくことになるんだぞ」と斬り捨てる。失望した泉は自室に戻ろうとするが、母で弓塚を父に持つ護道汐里から「お母さんや家族のことはいいから、あなたが正しいと思うことをやりなさい」と告げられる。
密かに捜査を続けていた泉が池上殺害の証拠集めのため、防犯カメラの映像を受け取ったが、その直後から何者かにつけられていると連絡が入り、弓塚に接触した皆実と心太朗はその足で泉のもとへ急行する。制止を振り切り人気のないところで職質しようとした泉は尾行してきた人間ともみ合いになり階段を転げ落ちた際、相手の持っていた刃物に腹部を刺され、大量出血で心停止に陥る。
現場に到着した心太朗が刺した人間を追いかけ高所に追い詰め、身元を調べると、なんとそれは山藤だった。呆気に取られる心太朗を尻目に「俺は悪い人間だ。本当にすまない」と言い放った山藤は躊躇なく6階から飛び降りた。
そして、事件の真相を調べた結果、皆実と心太朗は鎌田と皆実勢津子の間に生まれた実の兄弟であり、そして、鎌田は2人の息子を守るために清二に説得され、罪を被ったことを知る。鎌田は病室で2人と41年ぶりに再会し、その後息を引き取った。
アメリカに帰国する皆実は空港で心太朗と別れを交わした。そして、心太朗に交換研修生として訪米が決まったと伝える。

## キャスト

### 主要人物
皆実広見（みなみ ひろみ）〈51〉
演 - 福山雅治（幼少期：柊木陽太、幼児期：五十嵐はじめ）
交換研修生として来日した全盲のFBI特別捜査官。FBIでは最後の切り札の意味で「ラストマン」と呼ばれ、検挙率トップを誇る。嗅覚、聴覚（視覚障碍者は健常者に比べて高い速聴力を持つが、彼は独自の訓練を重ねており、さらに速いスピードに対応できる。）、触覚で周辺や人物の状況を分析・判断し、アイカメラのAI画像認識やスマホの音声アシスト、協力者のサポートを駆使して捜査する。
来日後、2件の事件の犯人を逮捕した功績で捜査一課に正式に配属される。
裕福な家庭で生まれ育つが、41年前（1982年）、10歳のときに広尾の自宅が強盗放火の被害に遭い、その時の負傷で視力を失った上に両親を亡くしたため、アメリカに住む祖父母のもとに身を寄せる。人たらしでバツイチ。健啖家の面を持つ。
大学在学中、専攻していた心理学の論文が認められたことからFBIにスカウトされ、バックアップスタッフを経て、選抜試験に合格し特別捜査官となる。心太朗から特別捜査官になった理由を問われると「モテたかったから」とうそぶくが、41年前に両親が殺害された強盗放火殺人事件の真相を解明するためであった。また、日本でのアテンド役に心太朗を直接指名したのも、彼が容疑者の息子と知ったうえで、共に事件の真相を解明する狙いからであった。
皆実が母から教わったレシピを元に作った肉じゃがを食べて、心太朗が「懐かしい味がする」と答えていたことに違和感を覚えていた。そして、41年前の事件の捜査を帳場に出ていなかった捜査一課の刑事たちの協力を得て進め、自身の父が皆実誠でなく鎌田國士であり、心太朗が実の弟であった真実に辿り着く。
護道心太朗（ごどう しんたろう）〈49〉
演 - 大泉洋（幼少期：正垣湊都）
警察庁長官官房人事課人材交流企画室室長（後に一身上の都合で室長を辞退するも撤回）。警部補。
東京大学法学部を卒業して国家公務員I種試験に合格するも、一般採用のノンキャリアの道を選ぶ。
悪を許せぬ正義感から犯人逮捕のためには手段を選ばない孤高の刑事で、捜査一課では検挙率トップであったが、手柄を掻っ攫うため他の刑事を敵に回している。
これらの経歴は強盗殺人犯・鎌田國士の実子で、護道家に養子に引き取られた過去が影響している。
当初は要人である皆実のアテンドに徹していたが、彼と捜査を共にするうちに、対等なバディとして接するようになる。皆実からは「シンディー」の愛称で呼ばれ、泉や汐里からは「心ちゃん」と呼ばれている。
実父の鎌田が殺害した相手が皆実の両親とは知らず、京吾や泉は隠し通そうと画策するが、当時の事件の調書を皆実の滞在するホテルで発見する。皆実がその事件の真相を調べるために自身を利用しようとしたと知ると、バディ解消と人材交流企画室室長辞退を申し入れ、別動隊として捜査一課に復帰予定となったが、皆実やデボラから説得を受け、過去に向き合い、皆実と事件の真相を調べる決意をする。
実の母親は記憶のない幼いころに亡くなったとされてきたが、その母親こそ皆実広見の実母である勢津子であり、また、皆実の実父が実は自分の父親の鎌田で、彼が実の兄であったと判明する。
アメリカに帰国する皆実と空港で別れる際、次は自分が交換研修生としてアメリカに行くことが決まったと告げられる。

### 警視庁捜査一課
護道泉（ごどう いずみ）
演 - 永瀬廉（King & Prince）
心太朗の義甥で京吾の息子。護道家の次期当主。捜査一課佐久良班の警視。心太朗が皆実と親密になり過ぎたと考える父の京吾から、皆実の行動調査を密命される。
41年前の事件を知り、心太朗の心情を慮り皆実に「心ちゃんを傷つけないでくれ」と告げ、心太朗が41年前の調書の内容を知ると、吾妻と共に皆実たちの捜査に協力を申し出る。
綺麗事だけで警察官僚にはなれないと池上の死亡事案を揉み消す父・京吾に対し、祖父の清二から「お前は正しいことをしろ」と教わり育ったことから「俺は罪を見逃してまで上に立とうとは思わない」と憤慨する。
池上の死亡事案を調査し、防犯カメラのデータを持ち帰る際、尾行する山藤と揉みあい階段を転げ落ちた際に刃物で腹部を刺され、大量出血で心停止に陥るが、吾妻と皆実の応急処置、そして迅速な搬送と輸血により一命を取り留める。
佐久良円花（さくら まどか）
演 - 吉田羊
捜査一課佐久良班主任。警部補。本庁初の女性捜査一課長候補として検挙率1位のチームを率い、上層部や部下たちから期待されている。
捜査一課検挙率トップの座を争っていることもあり、心太朗とはお世辞にも仲が良いとは言えないが、交際していた過去もあり、今でも彼を心配する様子も見せる。
心太朗が人事課人材交流企画室室長を辞退後、復帰するまでの間、室長代理を務めた。
今藤完治（いまふじ かんじ）
演 - 今井朋彦
係長。捜査をかき乱す厄介者ととらえていたが上層部からの指示で皆実の捜査を許し、後日彼とキャバクラ「完熟フルーツ」に一緒に行き、親睦を深めている。
馬目吉春（まのめ よしはる）
演 - 松尾諭
佐久良班の刑事。佐久良を密かに慕い、彼女と犬猿の仲の心太朗と、彼の相棒の皆実を敵視する。佐久良を捜査一課長にすることを目標としており、主任となって馬目班を作るよう内命が出たが、逡巡していた。
長谷川壮太（はせがわ そうた）
演 - 奥智哉
佐久良班の刑事。捜査一課メンバー最年少。当初、皆実のことは信用していなかった。

### 人材交流企画室
吾妻ゆうき（あがつま ゆうき）
演 - 今田美桜
警視庁刑事部捜査支援分析センター（SSBC）→ 警察庁長官官房人事課人材交流企画室
技術支援捜査官。巡査。最初は捜査一課で捜査支援していたが、自ら申し出て皆実のアイカメラと同期させたパソコンに映る映像で彼の目となり、捜査をアシストする。無差別連続爆破事件の解決後、皆実が警察庁上層部に掛け合い、彼の一存で人材交流企画室に異動となる。
10年前、高校生のころに陸上競技をしていたのをストーカーに盗撮され、付きまとわれたことから外に出られなくなっていたが、ネットで全盲のFBI捜査官である皆実のことを知り、誰かのために頑張る勇気を与えられ、自分も警察官になり人助けをしたいと皆実に点字の手紙を送っていた。
痴漢撃退スタンプに毒針を仕込んで連続殺人を仕掛けていた真鍋から痴漢の柿谷を庇った際に彼女の毒針に刺され意識不明となるが、直ちに搬送され一命を取り留める。
41年前の事件について皆実と心太朗の関係を泉から聞かされた後も、「私は皆実さんの目になりたいだけです」と真相究明に協力する。
鎌田と勢津子が共に赤坂の料亭「鶴之井」で働き面識があったことと、調書に事実と異なる事柄が書かれていたことを突き止める。
心太朗が皆実にバディ解消を申し入れた際には、代わりにアテンドをしている。

### 護道家
心太朗の祖父の代から警察庁長官を歴任する警察一家。
護道京吾（ごどう きょうご）
演 - 上川隆也（学生時代：宮下柚百）
警察庁次長。階級は警視監。 心太朗の義兄で泉の父。次期警察庁長官の最有力候補。警察庁とFBIの連携強化のため、日米刑事共助協定の締結を主導。同協定により、FBIから皆実が来日する契機を与える。皆実から41年前の事件について当時の捜査資料を開示するよう依頼され渡しているが、皆実による再捜査で冤罪が証明され、捜査に関わった父の清二の、そして護道家の名誉に傷がつくことを警戒していた。
41年前の事件に父の清二が関与している見立てを皆実と心太朗に打ち明けられ、真相究明に協力するよう依頼されるが、でっち上げに付き合う気はないとし一度は断る。しかし、心太朗が清二に誕生日のプレゼントとして贈ったスマートウォッチのGPS機能から、池上の遺体が発見された日の前夜、発見現場付近のさかみ橋付近に清二がいた証拠を提示され、説得を受けて彼らに協力することを決め、清二が鎌田の病室を訪れていることを伝え2人と共に踏み込む。
皆実の帰国をもって日米刑事共助協定は成功となり、そのタイミングで警察庁長官に就任することが決まっていたが、父の清二が41年前に皆実誠を殺害し、その隠蔽のため池上の殺害を山藤に命じた殺人教唆の容疑、そして鎌田の点滴に細工して殺害しようとした殺人未遂の現行犯で逮捕されたことから話は流れ、秋田県警察の本部長に異動となる。
護道清二（ごどう せいじ）
演 - 寺尾聰（若い頃：奥野瑛太、41年前：西将輝）
心太朗の養父で京吾の実父。第21代警察庁長官。現在は海岸沿いの別荘で隠居中。
41年前の皆実家で発生した強盗殺人事件には、理事官として捜査に携わっていた。
自身の正義を貫くためには、警察組織の頂点にいなければならないとの考えから、出世の後押しをする弓塚の関わる犯罪に目をつむっており、その弓塚が関与する41年前の事件の関係者である鎌田と皆実が接触することを注視していた。
41年前、広見が鎌田と勢津子との間に生まれた子供であることを知り、怒り狂った皆実誠が広見と勢津子を殺害し、鎌田に罪を擦り付ける計画に加担させられそうになり、罪の隠蔽を依頼されるが自身の立場や家柄を理由に拒否したところ、誠がペティナイフで広見を刺殺しようとしたため、灰皿で彼の後頭部を殴打して殺害していた。誠と揉み合い階段から転げ落ちて気絶した鎌田や、揉み合いに巻き込まれ階段から落下して同じく気絶した広見を皆実邸の玄関に連れ出し、屋敷に放火して証拠を隠滅しようとしたが、屋敷から逃走する際、当時交番勤務であった山藤に目撃されたことから、彼に将来の身分を保証すると懐柔し鎌田と広見の救出に向かわせた。そして、鎌田に心太朗を養子として引き取ると持ち掛けると、鎌田が犯行を認めたため、全ての罪を彼に被らせることになった。
皆実が41年前の事件の真相に近づきだしたため、池上を山藤に命じて殺害させ、さらには弓塚を複数の談合疑惑や暴力団との癒着のかどで東京地検特捜部の捜査対象としスケープゴートに仕立て、自らは過去の不正に関する資料を提出するなど素直に取り調べに協力する姿勢を見せて事件をうやむやにしようとする。
誠が投資に失敗して多額の借金を抱え、弓塚に対して不正に関する資料を暴露すると脅して金の無心をしたことにより、資料を盗み出すよう弓塚に依頼を受けた池上から二次請けした鎌田が、自分の借金をチャラにすることを条件に皆実家に侵入して誠と勢津子を殺害した、と周囲にうその説明をしたが、皆実と心太朗が鎌田に接触して真相を聞き出そうとしたため、その前に病院に乗り込み、彼の点滴に薬剤を投与し殺害しようとしたところを息子の京吾にタレこまれた皆実と心太朗に踏み込まれる。最後は皆実により41年前の事件の真相を看破され、その隠蔽のために犯した池上の殺害教唆、鎌田の殺人未遂の罪で心太朗に逮捕される。
護道汐里（ごどう しおり）
演 - 森口瑤子（第5話 - ）
京吾の妻。泉の母。旧姓は弓塚。大物政治家・弓塚敏也の娘。
池上の死を清二の指示で事故として処理する京吾に憤慨する泉に対して、「私や家族のことはいいから、あなたが正しいと思うことをやりなさい」と告げる。

### ASTRAL HOTEL TOKYO
皆実が日本にいる間滞在するホテル。
難波望海（なんば のぞみ）
演 - 王林
バトラー。皆実の日本での暮らしを支える。
実は心太朗をFBIで迎える交換研修生として適性があるかを審査するエージェントであった。

### 在日アメリカ大使館
デボラジーン・ホンゴウ
演 - 木村多江（第7話・第8話・最終話）
参事官。皆実の元妻。愛称は「デビー」で、皆実は「デボラ」とも呼んでいる。
ラスベガス旅行に先乗りした皆実が、バーで出会った女性と一夜を共にしたことで彼と離婚している。
ヘリコプターや車を手配するなど、来日した皆実に協力しただけでなく、心太朗が41年前の事件の犯人の息子と調べ上げ、彼に伝えていた。

### 41年前の事件の関係者
皆実家
皆実勢津子（みなみ せつこ）〈享年31〉
演 - 相武紗季（第5話 - ）
広見の母。強盗殺害事件の犠牲者。旧姓は本庄。幼いころに両親を亡くし赤坂の料亭「鶴之井」で働き、躾の行き届いた人物で、広見にピアノを教えた。
火災現場から発見された遺体から司法解剖の結果、刺し傷が確認される。
事件の調書では、鎌田の強盗に気付き、ペティナイフで鎌田に殺されたとされているが、父が晩酌でチーズを食べるのに使ったペティナイフとカットボードを、母が片付けていなかったのは不自然と皆実は考える。
赤坂の料亭で鎌田と同僚で面識があったことが吾妻の捜査により判明し、結婚を約束した仲であったが、料亭の女将の勧めで皆実誠に嫁ぐ。しかしその時には鎌田との間に子供を授かっており、その子供こそ広見であった。しかし、皆実誠にはそのことを伏せて、広見を彼との間にもうけた子供として出産したが、誠の本妻に押しかけられ、食堂を営んでいた鎌田の元に身を寄せる。広見を鎌田と育てながら食堂を切り盛りしていた時に第二子の心太朗を授かるが、本妻と離婚が成立した誠が居場所を突き止め、広見とともに連れ戻されて広見と心太朗は生き別れとなる。その後、誠が広見が自分の子どもでないと気付き怒り狂ったことから、鎌田に犯行を擦り付ける形で誠によりペティナイフで刺殺されていた。
皆実誠（みなみ まこと）〈享年37〉
演 - 要潤（第5話 - ）
勢津子の夫。強盗殺害事件の犠牲者。不動産業を営んでいたが、泉の捜査で、いわゆる、地上げ屋であったことが判明する。
火災現場から発見された遺体から司法解剖の結果、後頭部に打撃痕が確認される。
事件の調書では、鎌田と階段で揉みあっていた際に転落したと記載されていたが、リビングではなく、階段で揉みあったことを不自然と皆実は考える。
投資に失敗した穴埋めをするために、弓塚から彼の不正をまとめた資料で金を脅し取ろうとしたため、弓塚に借金を帳消しにすると持ち掛けられた鎌田に資料の回収の際に襲われたと清二は語るが、実際は実の子と思っていた広見が鎌田と妻の勢津子の間にできた子供であることに気付き怒り狂い、勢津子と広見を殺害し、鎌田に罪を擦り付けようと画策。勢津子をペティナイフで刺殺し、呼び出した鎌田と階段で揉みあいになり、それに衝突した広見は階段の高所から落下。そして鎌田と共に転落し頭部を打ち付けたがただ1人起き上がり、直前まで「鶴之井」に待たせていた清二を呼び出し、弓塚の悪事を見逃していた件で脅し罪の隠蔽を持ち掛けるが、それを拒まれたことで広見をペティナイフで襲おうとしたため、清二に灰皿で後頭部を打ち付けられ、殺害されていた。
鎌田國士（かまた くにお）〈74〉
演 - 津田健次郎
心太朗と広見の実父。1982（昭和57）年5月24日～25日にかけて発生した強盗殺人事件の容疑者として逮捕される。
皆実誠が経営する不動産会社の管理する店舗で大衆食堂を営んでいたが、経営状況は芳しくなかったとされる。
41年前の事件で火災現場の皆実邸から山藤に救出されるが、被害者の皆実勢津子と皆実誠と同じ型の血液が付着し、ポケットには皆実家が所有する金品が入っていたと調書に記されている。
当初、取り調べでは容疑を否認し、黙秘をしていたが、その後、突然、全面自白に転じた。
無期懲役の判決を受け千葉刑務所に服役しており、皆実は面会請求をするが謝絶、後日、皆実と心太朗が面会を申し込んだ時には、医療処置を受けて意識も混濁し余命も短いことが判明する。
同じ料亭で働いていた勢津子と交際し、将来飲食店を開こうと仕事に励んでいたが、勢津子が料亭の女将に皆実誠との縁談を勧められたため、彼女の幸せを願い身を引いた。しかし、勢津子が本妻がいた誠の元から逃げてきたため、連れ子の広見共々、彼女を身請けする。勢津子と食堂を切り盛りしている時に心太朗を授かるが、本妻と離婚が成立した誠が勢津子を取り戻そうと、池上を使って食堂に嫌がらせをしてきたため、持病のあった勢津子と広見を誠の元へ行かせることを決断し、誠から引き取りを拒まれた心太朗は自身が育て上げる。
41年前の事件では誠に呼び出されて勢津子が誠に刺殺される瞬間を目撃したのち、広見を殺そうと階段を上っていった誠と揉みあい転落して意識を失い、清二の命令を受けた山藤によって燃え盛る家から救出される。広見が視力を失い、金銭的に余裕のある誠の両親に育てられること、そして心太朗を養子として立派に育て上げることを清二に伝えられ、残された2人の息子にとって最善の選択をするよう説得されたことで罪を被り、事件の真相を伏せることを決意する。亡くなる間際に意識が混濁し、うなされながらもお腹がすいていないかと最後まで心太朗のことを気に留め、実子の広見や心太朗が見守るなか、息を引き取る。

### ゲスト

#### 第1話
渋谷英輔（しぶや えいすけ）
演 - 宮沢氷魚
無差別連続爆破事件の爆弾製造者。中学のころいじめを受けひきこもりとなり、母の直子が病に倒れるとバイトに出るなどして生活を支えようとしたが、挫折してしまう。
世の中に対する不満から爆弾を製造するようになり、ネットで知り合った人間に譲渡していたが、皆実に爆弾を製造していることを突き止められ追い詰められると、中学時代に自分をいじめていた植田らに復讐するため、彼を道づれに爆弾で自殺しようとする。犯行を止めるため近づいてくる皆実に対し拳銃を向けるが、自分を殺さないと確信した皆実が接近し、彼に取り押さえられ逮捕される。
渋谷直子（しぶや なおこ）
演 - 筒井真理子
英輔の母。いじめによりひきこもりとなった英輔を支えていたが、病気で働けなくなったため、彼に生活のケアを受けるようになっていた。皆実に英輔が爆弾を製造していることを突き止められるが白を切り、息子を庇おうと皆実の背中に刃物を突き付けるが、彼に説得され中学のころ息子をいじめていた植田の存在を明かす。
植田明人（うえだ あきと）
演 - 草川拓弥
警視庁常和警察署「ときわ東交番」勤務の巡査。中学時代に英輔をいじめ、彼をひきこもりに追い込んでいた。
英輔に復讐のため交番に押し入られると手錠で身柄を拘束され、爆破装置を仕掛けられる。拘束された際には結婚して子供が生まれたと訴え、必死で命乞いした。
暴漢
演 - 米本学仁
皆実が帰国する旅客機内で酔ってCAを殴ったため、制圧のため皆実に頸動脈を押さえられ気絶する。
多汗と呼気の臭いから皆実に覚せい剤常習者と見なされていたが、尿検査からそれが証明される。
空港警察の刑事
演 - 佐伯新、野口航太郎
茨城関東国際空港警備派出所の刑事。機内でトラブルを起こした皆実を取り調べる。
刑事
演 - 関町知弘（ライス）
茨城関東国際空港警備派出所の刑事。皆実の拳銃所持が許可されているパスポートの特記事項が本物であると報告する。
蕎麦屋の店員
演 - かまくらあや
空港警察から解放された皆実が立ち寄った蕎麦屋の店員。
白石瑞生
演 - ヨシダ朝（第6話・最終話）
警察庁長官。皆実から離れている間、彼を負傷させてしまったため、アテンドを務める心太朗を叱責する。
槇原伸介
演 - 坂田聡（第6話・最終話）
警察庁長官官房長。次期警察庁長官候補のライバルである京吾を目の敵にしている。
現在KT警備保障の社外取締役の杉村警察庁前長官に忖度し、国際大会の警備委託で談合の疑いがあり、内偵調査があるため籠城事件でのガサ入れ中止を命じるが、清二が杉村へ仁義を切ったことを受けて捜査の続行を指示した京吾によってガサ入れが継続される。
アニメイベントの爆弾犯
演 - 谷口一
推しているアニメの声優を交代させたことに抗議するため、ネット上で知り合った英輔から爆弾を入手し、爆破事件を起こしたと自供する。
警察幹部
演 - 田中嘉治郎、安藤広郎
日米刑事共助協定締結記念式典に出席した幹部。成功させれば次の長官は京吾で決まりだと話す。

#### 第2話
青柳直哉（あおやぎ なおや）
演 - 浜田信也
池袋でクリニックを開いていた元医者。12年前､殺害された女性・浮田清美の死亡推定時刻の2時間前に一緒にいたことが心太朗が探し出した防犯カメラの映像から判明し、彼の取り調べで殺害を自供し逮捕される。
10年後、刑務所から出所し新城が調べ上げた心太朗の違法な盗聴を利用し、川島春香の殺害事件を起こし、心太朗のことを違法捜査した刑事として世の中に訴え、捜査から外されたところをガソリンで焼身自殺に偽装して殺害しようとした。
しかし、当初から皆実に川島春香の殺害犯と睨まれており、新城の自宅でローズの香水の残り香がある28センチメートルの靴を見つけられ、そこに皆実が仕掛けた盗聴器の音声、そして新城の自宅の音響と動画配信の音響の違いから、自宅以外の動画配信した場所で川島を殺害したと推理される。
最後は心太朗が浮田と川島を殺害した犯人かも知れないと皆実に誘導され、川島を殺害した現場に心太朗を連れてきて殺害しようとしたのを皆実に確認され、心太朗を盾にするが、皆実に右肩を撃ち抜かれ逮捕される。
新城司（しんじょう つかさ）
演 - アキラ100%
青柳が起こした12年前の事件を調べるフリージャーナリスト。青柳を匿い、川島春香の死亡推定時刻には彼と動画の生配信を行ったアリバイがあった。
青柳の事件を調べる過程で掴んだ、心太朗が殺人犯の息子で護道家の養子である情報を動画配信で暴露し、青柳の逮捕は心太朗がでっち上げた冤罪であると訴える。
青柳から処方された睡眠薬を使い昏睡強盗をしていたネタを青柳に掴まれており、彼の言いなりに動かされていた。
ピーチ
演 - 野呂佳代（第3話）
東京・立川駅南口にあるキャバクラ「完熟フルーツ」のキャバ嬢。事件の被害者・川島春香の親友。
女性支援捜査員
演 - 田村真子（TBSアナウンサー）
SSBCの女性捜査員。皆実の活躍に興味津々な様子を見せる。
SSBCの捜査員
演 - 市原茉莉、石川啓大
皆実に握手やプロファイリングの話をせがむ。
刑事
演 - 水野淳之（第1話 - 第3話・最終話）
川島春香殺害事件の捜査一課の会議で、皆実の後ろの席に座る刑事。
浮田清美
演 - 佐分利眞由奈
12年前の殺人被害者。ベルトで絞殺され、安物のローズの香水をかけられていた。
川島春香
演 - 渡辺早織
「完熟フルーツ」のキャバ嬢。ベルトで絞殺され、安物のローズの香水をかけられていた。浮田清美の友人であった。
12年前、心太朗に懐柔され青柳のクリニックに盗聴器を仕掛け捜査に協力し、新城が取材していると心太朗に伝え、盗聴の件で口止め料を貰っていた。
タバコ屋の店主
演 - 岩田丸
12年前、青柳の捜査で心太朗に防犯カメラの映像を提供したが、自分はカメラの操作方法を知らず、映像の取り出しは心太朗に任せきりだったと皆実に証言する。
矢島建夫（やじま たけお）
演 - 川瀬陽太（第2話・第3話・第7話・最終話）
警視庁鑑識課官。通称ヤジさん。厳格な人物で、皆実に対しても強硬な態度で接していたが、後日、「完熟フルーツ」に飲みに誘ってくれた皆実に好意的に接するようになる。

#### 第3話
羽鳥潤（はとり じゅん）
演 - 石黒賢
俳優。テレビドラマ「名刑事マイホームズ」の出演者。主人公・ホームズ役。本条の死体の第一発見者。
当初、朝のルーティーンで公園を散歩中に本条の遺体を発見したと証言していたが、証言を翻し、金の無心をしていた本条と距離を取るようになり、夜の公園で本条に襲われたので、石で撲殺したと自首し、本条の返り血が付着した「名刑事マイホームズ」の台本を殺害の物証として捜査一課に提出する。
実際はドラマプロデューサーで不倫相手の風間から、篠塚との不倫をアリバイ証言のために公表するか、罪を被って自分の犯行として自首するかの選択を迫られた上での偽りの自首であった。
篠塚真菜（しのづか まな）
演 - 山下リオ
女優。「名刑事マイホームズ」の出演者。ホームズの相棒・白河恵巡査役。殺害された本条と過去に交際していた重要参考人。
本条の死亡推定時刻の深夜1時には自宅マンションに居たと証言するが、心太朗が防犯カメラを確認すると告げると、外出していないので不要と答える。
チューブを真ん中から押し潰す癖を皆実に見抜かれ、チューブをおしりから潰す癖のある羽鳥の稽古場に、真ん中から潰された歯磨き粉が残されていたことから、深夜1時に羽鳥の仕事部屋で彼と不倫していたと皆実に推理される。
風間みどり（かざま みどり）
演 - 福田麻貴（3時のヒロイン）
「名刑事マイホームズ」のドラマプロデューサー。本条の死亡推定時刻の深夜1時には、ファミレスで仕事をしていたと証言する。
しかし実際は羽鳥との不倫をネタに本条から恐喝されていたことから、羽鳥の仕事部屋の玄関で本条を殺害し、稽古場のエアコンの熱風で体温を調整して本条の死亡推定時刻を深夜1時にズラすアリバイ工作を行う。その後、稽古場の小道具の車椅子で本条の死体を公園に運んで羽鳥の仕事部屋の合鍵を落とし、羽鳥が自分だけでなく篠塚とも不倫していたことから、羽鳥を困らせるため罪を逃れるのに篠塚との不倫を明かしアリバイ証言するか、罪を被り本条殺害を自首するかの選択を迫っていた。
本条殺害時に、所持する「名刑事マイホームズ」の台本に血痕を付着させ、本条殺害の物証として羽鳥に渡し、その台本と交換した万年筆で演技プランが書き込まれた羽鳥のオリジナルの台本を所持していたことで、皆実に本条殺害の真犯人と突き止められる。
羽鳥千晴（はとり ちはる）
演 - 映美くらら
元人気女優。潤の妻。旧姓は片桐。潤とはオシドリ夫婦として有名で、潤との間に幼い息子・勇平をもうけている。
夫の不倫を承知済みで、夫を困らせようと本条に不倫の件をリークしており、それが原因で本条殺害につながったと佐久良に追及されるが、何の罪にも問えないと追及をかわす。
本条海斗（ほんじょう かいと）
演 - 藤本涼
森里公園で頭部を鈍器で殴打され殺害されたとされる俳優。大麻使用での逮捕歴の前科持ち。
千晴による羽鳥の不倫ネタのリークで、風間に金を無心していた。
栗原忠彦
演 - 柴崎真人（第4話・第8話 - 最終話）
捜査一課長。
捜査一課の刑事
演 - 日野出清
佐久良班が事件を解決しないから皆実が捜査一課に配属されたと、小長光と共に会議で佐久良に嫌味を言う。
小長光満 （おさみつ　みつる）
演 - 新貝文規（第4話・第6話 - 第8話・最終話）
捜査一課小長光班主任。当初皆実を疎んじており、皆実が来日後2つの事件を解決した功績が認められ捜査一課に正式に配属されることになった際、会議の席で、佐久良班がホシをあげなかったからこんなことになったのだと佐久良に嫌味を言っていた。
山藤の転落死事件に際しては、事後処理に納得せず捜査を続行していた佐久良班に協力を申し出、さらにその後、41年前の事件に関する皆実の捜査にも協力する。

#### 第4話
真鍋美雪（まなべ みゆき）
演 - 伊藤歩
大学准教授。痴漢冤罪被害者の会代表。痴漢撲滅のため、痴漢を行った人物を特定するためのブラックライトで狼の紋章が浮かび上がる痴漢撃退スタンプを普及させる。皆実からの聞き取り調査で、イタズラと思い無視していたが、痴漢撃退スタンプに針を仕込み、痴漢は死ぬべきと書かれたメールを受け取っていたと明かすが、あまりにも早くそのメールを探し当て印刷したことから、皆実に事前にメールを準備していたと怪しまれる。
痴漢冤罪を苦に自殺した婚約者・水谷秀介の復讐のため、痴漢の実行犯と思われるグループを自力で探し出し、グループのうちのひとり、島根を殺害するとグループのメンバーを特定して、次々毒針で殺害するが、皆実が犯人と怪しんだことから、柿谷を電車内で殺害しようとしたところを阻止され、その過程で誤って吾妻に毒針を刺し傷害罪、殺人未遂の罪で現行犯逮捕される。婚約者・水谷の痴漢は冤罪と信じていたが、島根たち痴漢グループとメールしていた証拠を心太朗に示され、無意味な復讐で人を殺めたことを糾弾される。
松宮聡（まつみや さとし）
演 - 前野朋哉
カメラマン。痴漢撃退スタンプに仕込まれた毒針で負傷するが一命を取り留める。皆実たちから痴漢の罪を問わないと司法取引を持ち掛けられ、靴に仕込んだ隠しカメラで盗撮しながら痴漢を実行し、第三者から痴漢撃退スタンプを押されたと自供、また、SNSで出会った面識のない男たちと痴漢グループを結成していたことを明かす。しかし、皆実から司法取引を持ち掛けられる前に既に盗撮画像が確認されていたことから、小長光に痴漢等迷惑防止条例違反の罪で逮捕される。
釈放後も懲りずに陸上競技場で女性を盗撮していたため、心太朗と泉に何度でも逮捕すると告げられ、再度、痴漢等迷惑防止条例違反の罪で逮捕される。
狩野浩紀（かのう ひろき）〈35〉
演 - 吉田ウーロン太
殺人事件の被害者。外務省・新興国外交推進室勤務のキャリア官僚。出勤途中に何者かに蜂毒のアピトキシンに近い成分を手の甲に毒針で刺され、アナフィラキシーショックの心不全で亡くなる。皆実の検死により、ブラックライトを手の甲に当てると、痴漢撃退スタンプの狼の紋章が浮かび上がることが判明する。某国への機密情報漏洩の嫌疑で公安が内定調査中であったが、これとは別に痴漢事件を示談金で解決した経歴があった。
狩野君香（かのう きみか）
演 - 河井青葉
浩紀の妻。皆実からの聞き取り調査で、夫が身に覚えのない痴漢で立件されそうになったため、示談金で解決したと皆実たちに明かす。また、その件を通じて冤罪被害者の会の真鍋との知己を得て、痴漢撃退スタンプの狼の紋章を知っていたことも明かす。
柿谷憲邦（かきたに のりくに）
演 - 岡野陽一
消防士。SNSでシブさんを名乗り痴漢グループに参加しており、同じ痴漢グループのロッキー（島根）に成りすました真鍋から痴漢を実行しようと呼び出され、乗り込んだ電車内で彼女から痴漢撃退スタンプに仕込んだ毒針で殺害されそうになるが、犯人を真鍋と見抜いていた皆実により未然に殺害を阻止される。その後、痴漢の罪を逃れようと車両から逃走し、刃物を振りかざすが泉に身柄を確保され、銃刀法違反、痴漢等迷惑防止条例違反の罪で逮捕される。
岩槻隆〈40〉
演 - 東康仁
弁護士。手の甲に外傷があり不自然死した人物。国家賠償請求を巡り係争中であったが、これとは別に痴漢事件を示談金で解決した経歴があった。ロッキーを名乗る島根たちと痴漢グループを結成し、電車内で集団で痴漢を働いていた。
七里研二〈29〉
演 - 山根啓暉
会計士。手の甲に外傷があり不自然死した人物。半グレ集団のフロント企業の経理で、暴対が内偵捜査中であったが、これとは別に痴漢事件を示談金で解決した経歴があった。ロッキーを名乗る島根たちと痴漢グループを結成し、電車内で集団で痴漢を働いていた。
島根亘輝〈28〉
演 - 山本明寛
衆議院議員秘書。手の甲に外傷があり不自然死した人物。不正経理の疑いで捜査二課が捜査中であった。
ロッキーのアカウントで松宮たちと痴漢グループを結成し、電車内で集団で痴漢を働いていたことから、婚約者・水谷の痴漢は冤罪と信じていた真鍋に、電車を降りた帰り道に毒針で殺害された。
若頭
演 - 荒井武司
記者
演 - 志田美由紀、中村隆希
痴漢撃退スタンプに毒針が仕込まれているものが世の中に出回っていると公表した警視庁の記者会見に出席した記者。
医師
演 - 矢崎まなぶ
城南大学付属病院の医師。皆実から狩野の病理検査を要求され、アピトキシンに似た成分が検出されたと報告する。
原口麻称
演 - 宮下結衣
松宮に痴漢撃退スタンプを押し負傷させたかもしれないと、罪の意識から家族と共に警察に出頭した女子高生。捜査の結果、松宮とは別の車両に乗っていたことから、松宮の件とは無関係と判断される。
原口麻称の両親
演 - 岩崎孝宣、うをとも
立花理
演 - 小沼朝生（第9話・最終話）
警視庁刑事部長。京吾からの指示で、池上隼人の溺死の件は所轄で事故として処理すると伝令し、捜査一課が動くことを阻止する。

#### 第5話
ナオン / 直山奈津〈28〉
演 - わたなべ麻衣
人気料理系インフルエンサー。フォロワー数70万人。健康志向の高い料理を売りにする。風呂上がりに強盗に後頭部を殴打され、殺害される。
チームナオンを結成し、自身は実際は料理をしていなかったことが捜査により判明する。
青嶌麻帆（あおしま まほ）
演 - 高梨臨
人気料理系インフルエンサー。フォロワー数65万人。スパイスを使った料理が得意で「スパイスの女王」と呼ばれる。
自分よりフォロワー数が多いナオンを蹴落とすためコラボ動画を撮ると彼女に接近し、強盗に襲われたように装い殺害する。サラダに使用したスパイスからナオン殺害の犯人として辿り着かれることを恐れサラダを処分するが、サラダのオリーブオイルをナオンの飼い犬が踏んでいたことで皆実に気付かれる。
ナオン殺害後、30代くらいの男性に襲われ負傷するが、事件後にナオンのフォロワー数が増えたことを知り、トップインフルエンサーのカナカナを超えるため、自分も真似をして命懸けで古郡に自分を襲わせる狂言を働いた結果であり、逮捕された古郡がそのことを自供したため、逮捕される。
中道雲母（なかみち きらら）
演 - 平澤宏々路
紹介するお弁当が人気の、フォロワー数90万人を誇る料理系インフルエンサーのトップ・カナカナの娘。
しかし、捜査で接触した皆実が握手した際、人差し指に包丁ダコがあったことを気づかれ、初対面でカナカナの正体であると見抜かれる。
母のお弁当の写真をSNSに上げていたが、ある日突然、家事に疲れた母が蒸発してしまい、養護施設に入ることを弁護士の小久保に相談して避け、母のフリをしてお弁当を料理し、唯一の収入源であった母のインフルエンサーの仕事を引き継いでいた。そのことを突き止めた皆実からは、収入のこと以外にも、母が安心して家に戻ってこられるよう、自分が料理を手伝えることをSNSで伝える意味合いもあったことも見抜かれる。
小久保桃子（こくぼ ももこ）
演 - 近藤春菜（ハリセンボン）
弁護士。カナカナの代理人。何者かから「カナカナは狙われている」との手紙を受け取る。
沢渡修平（さわたり しゅうへい）
演 - 山本圭祐
インフルエンサーのマネージメント会社「スターズリサーチ」の社員。
バヤシ、馬場裕之、もあいかすみ
演 - バヤシ、馬場裕之（ロバート）、もあいかすみ（いずれも本人役）
人気料理系インフルエンサー。皆実の指示で、心太朗からナオンについてどのような人物であったか確認される。
古郡信武（ふるごおり のぶたけ）〈36〉
演 - 芹澤興人
ナオン殺害の容疑者。有名料理人のインスタを狙い、不正アクセスしていたことから捜査線上に上がる。後にカナカナ（中道可奈子）の別れた夫であったことが判明する。
料理系インフルエンサーの妻のため有名料理人の個人情報を探っていたと知った青嶌に見つけられ、そのことをネタに彼女に料理系インフルエンサーの強盗を強要されていた。
皆実にカナカナのふりをして「誰かに見張られている」とメールを送信され、心配になってカナカナの元に戻ってきたところを逮捕される。

#### 第6話
菊知岳大（きくち たけひろ）〈52〉
演 - 高嶋政宏
「KT警備保障」代表。籠城事件の犯人。娘の恵茉を宇佐美に誘拐されたことから、イヤホンから伝令される宇佐美からの指示に従い、散弾銃を持って保養所に立て篭もり、現金10億円を要求する。
新井将兵（あらい しょうへい）
演 - 山田純大
警視庁特殊犯捜査第一係（SIT）隊長。保養所への突入作戦の陣頭指揮を担当し、人質交換で保養所の爆発に巻き込まれる恐れのあった皆実を救出する。
宇佐美翔（うさみ しょう）＜30＞
演 - 前原滉
キャンプ場の利用者。籠城事件の通報者。1年前、菊知岳大の実子であることを母親が亡くなった際に知り、同じ親から生まれながら裕福な生活をする娘の恵茉に逆恨みし、実父・岳大への復讐を決意する。清掃会社のバイトで忍び込んだKT警備保障で工藤の談合事件への関与を知り、工藤を脅して協力させ、恵茉の誘拐を実行、娘の監禁された様子を菊知に見せてイヤホンを介して10億円を籠城事件を起こしたかのように偽装し準備させる。その過程で逃げ出そうとした菊知の妻・彩乃を散弾銃で撃って負傷させている。協力させた工藤に持ち出させた10億円を地下駐車場で受け取り自宅に戻るが、皆実に犯人と気付かれたため、先回りした心太朗たちに身柄を確保される。恵茉の監禁場所を明かさなかったため心太朗に拳銃で脅され、スタンガンで気絶させられると搬送先の病院で意識を取り戻す。取り調べに現れた皆実と今藤から恵茉の服の残骸を見せられ復讐の成功を確信し、犯行内容に言及するが、実は病室内の時計は意図的に早められており、発火装置が起動する前に恵茉の監禁場所が判明し、計画は失敗に終わる。
菊知彩乃（きくち あやの）〈49〉
演 - 平野舞
岳大の妻。専業主婦。保養所で腹部から血を流しうつ伏せに倒れる写真が岳大のSNSで送信される。
宇佐美が恵茉を誘拐した際、彼の散弾銃の発砲で負傷しており、皆実が自分と人質交換する交渉を持ち掛けられ、保養所の前に解放、病院に搬送され一命を取り留める。
菊知恵茉（きくち えま）〈12〉
演 - 米村莉子
岳大の娘。保養所にいると思われたが宇佐美に誘拐されており、かつて岳大が警備していた保養所近くの廃工場内の一室に時限発火装置とガソリンを仕掛け監禁されていたが、皆実の誘導にだまされた宇佐美から監禁場所を割り出され、起動寸前の発火装置を心太朗が投棄し救出される。宇佐美には異母妹と思われていたが、菊知夫妻の実の子供でないことが皆実により明かされる。
工藤圭（くどう けい）〈39〉
演 - 白石朋也
岳大の秘書。警備会社の本社から岳大が要求する10億円の運搬の役割を担う。
国際大会の警備委託の談合事件に関わっているネタで宇佐美に脅され、談合の罪を岳大に被せると懐柔された上で、誘拐、籠城事件に協力させられる。
リポーター
演 - 吉村恵里子（TBSアナウンサー）
籠城事件の現場である保養所の前から事件を中継する。

#### 第7話
葛西亜理紗（かさい ありさ）〈36〉
演 - 岡本多緒
セラピスト。後妻業と第三国のスパイの疑惑を持たれる女性。
4年前、アクセルを吹かすためのブロックを購入し、夫である葛西征四郎の白骨死体が発見された港近くの大井南インターで、海に沈んだ高級車を運転していたことが馬目の捜査で判明する。
セラピーの顧客からクルーザーを借り、海外に逃亡しようとしたことから緊急逮捕され、征四郎を殺害したことを自供する。また、前夫の亀島喜一も征四郎に乗り換えるのに邪魔になったので殺害し、東京湾に沈めたと自供するが、皆実により実は生存していた夫の征四郎と海外逃亡する準備を進めていたが、失敗したために彼を守るためについた嘘であることが見破られる。
葛西征四郎（かさい せいしろう） / 日高祐輔（ひだか ゆうすけ）〈76〉
演 - 小林勝也 / 赤堀雅秋
「最後の相場師」と呼ばれた資産家。亜理紗と40歳年の離れた夫。4年前に資産運用に失敗して訴訟を起こされたころに失踪し、海に沈んだ高級車から白骨遺体で発見される。
歯の治療痕から海から引き揚げられた白骨遺体が彼と断定されるが、実は亜理紗が彼を治療していた歯科医の高津に依頼して偽装した治療記録で警察は騙されており、美容外科医の姫路から整形手術を受け、亜理紗の秘書兼運転手である日高祐輔として密かに生き延び、亀島喜一を殺害し、資産運用で訴訟を起こされたことから、亜理紗と海外逃亡しようとしていた。
ホテルで亜理紗が拉致されそうになった際に彼女を守って負傷し、皆実の部屋で介抱されるが、その際に触ったグラスに残っていた指紋と贈収賄の罪で逮捕された際にとっていた指紋が一致し、亀島喜一の殺害を自供したことで殺人および死体遺棄の罪で逮捕される。
猫村大和（ねこむら やまと）
演 - 脇知弘
亜理紗を監視する不審な男。広域暴力団である南雲会の組員で、亀島喜一の失踪に亜理紗が関わっていると睨み、ホテルの地下駐車場で亜理紗を拉致しようとするが、皆実の威嚇射撃に怯み、逃亡する。
亀島喜一（かめじま きいち）〈67〉
演 - 原田文明
亜理紗が葛西征四郎の前に結婚していた男性。南雲会傘下のフロント企業の経営者。亜理紗と結婚後、失踪している。
亜理紗に暴力をふるったことから、彼女に葛西征四郎の元に逃げられたため、二人の前に現れ連れ帰ろうとするが、止めに入った征四郎と揉みあいになった際に頭部を強打し死亡する。亜理紗と征四郎によって、高級車を海に沈めて遺体を遺棄され、白骨遺体が発見されると、偽の歯の治療履歴で征四郎の遺体に偽装されていたことが、皆実により確認される。
高津哲也（たかつ てつや）
演 - 青木一平
葛西征四郎が通院していた歯科医院の歯科医。亜理紗とディナーを共にしていたのを皆実たちに確認される。
姫路紀彦（ひめじ のりひこ）
演 - 藤岡大樹
美容外科クリニックの医師。亜理紗が高津と別れた後に、ホテルに会いに行った男性。
南雲会の構成員
演 - 富永研司、東山龍平
猫村とホテルの地下駐車場で亜理紗を拉致しようとする。

#### 第8話
清水拓海（しみず たくみ）
演 - 京本大我（SixTONES）
バスジャックの犯人。拳銃を所持していると気付き越後ライナーに乗り込んできた皆実の左肩を手製銃で撃ちぬく。
2年前に発生した幼稚園バス置き去り死亡事故の被疑者であるバス運転手と同姓同名の別人で、ネット上で誤って犯人と特定され、ネットリンチで家業の印刷所が倒産する被害に遭い、その件で体調を崩した母親が先日亡くなったことから、真犯人と考えるバス運転手の清水を復讐のため殺害することを計画する。
自分の顔写真を撮影させ、#バスジャック、#シミズタクミでSNSにバスジャック事件を拡散させ、警察がバスジャック発生を把握すると、バス5歳女児置き去り死亡事故の真犯人が越後ライナーに乗車していると告げ、視聴者数10万人を超えた時点で真犯人を発表するとライブ配信する。SNSユーザーに置き去り事件の犯人の特定を求め、亡くなった園児の父と推理されるも、誤りだと告げ、越後ライナーの運転手に転職していた清水を殺害しようとするが、バスに追いついた心太朗から、心臓に疾患がある園児が、不運にもかくれんぼの最中にバスの中で倒れて病死したと事件の真相を告げられる。しかし、その言葉を信用せず、心太朗に発砲し、事前に車のクラクションのモールス信号で手製銃の装填弾数を伝えられていた皆実が威嚇発砲を合わせて弾丸を使い切ったと判断し、凶器のナイフをかいくぐって制圧され身柄を確保される。
バス運転手の清水拓海（しみず たくみ）〈32〉
演 - 兼松若人
元「朝日ことり幼稚園」のバス運転手。2年前、バス5歳女児置き去り死亡事故で業務上過失致死で逮捕されるが、証拠不十分で不起訴処分となる。
事件後、幼稚園バスの運転手を辞め、越後ライナーの運転手に転職していたことを印刷工の清水に突き止められ、バスジャックされてSNSを通し、置き去り事件の真犯人であることを晒された上で、殺害されそうになる。
少年、少年の母
演 - 中村羽叶、楠本千奈
越後ライナーの乗客。少年は乗車してきた皆実に気付き、サインを求める。
清水印刷工房の近隣住民
演 - ぼくもとさきこ
2年前のネットリンチで清水印刷工房は倒産してしまい、拓海の母親が先日亡くなったと、捜査に訪れた心太朗や佐久良に教える。

#### 第9話
弓塚敏也（ゆみづか としや）
演 - 石橋蓮司（最終話）
京吾の妻・汐里の父。衆議院議員。与党幹事長を歴任した政界のドン。清二とも昔からの知り合いで仲が良く、娘を京吾に嫁がせるなど護道家との関わりが深い人物。
道路族出身の議員で、自身が関わる公共事業を進めるのに、皆実誠と共に暴力団を使い地上げを行い、また護道清二に罪をもみ消させていた。
談合と暴力団との関係とを疑われ、東京地検特捜部から強制捜査を受ける。
溺死体として発見された池上隼人については事故として扱うよう清二に頼んだとされていたが、実際は彼が41年前の事件を隠蔽するよう暗躍する黒幕に仕立て上げるため、清二が山藤と南雲会の構成員に命じて池上を殺害していたのが真相であった。
山藤憲治（やまふじ けんじ）〈66〉
演 - 金田明夫（最終話）（41年前：若林時英〈第8話 - 最終話〉）
元警視庁捜査一課長。心太朗と佐久良の恩師。特に心太朗は山藤の一番弟子で信頼を寄せており、「ヤマケンさん」と呼んでいる。退職後は御殿場在住。
41年前の事件の火災の第一発見者で、皆実と鎌田を火災現場から救出しているが、事件に関して何かを隠していると、皆実は睨む。
池上の死亡事案を調査し、防犯カメラのデータを持ち帰る泉を尾行し、それに気付いた泉と揉みあいになった際に手にした刃物で腹部を刺し逃走。駆け付けた心太朗に追跡され立体駐車場に追い込まれると、「俺は悪い人間だ」と言い残し、高層階から身を投じる。
41年前の事件当日、巡回中に火の手の上がる皆実家から出てきた清二を目撃するも、彼から警察内での将来の身分を保証すると懐柔されたことから、清二の指示に従い、事件の隠蔽や池上の殺害に関与していたことが皆実の捜査により判明する。
池上隼人（いけがみ はやと）
演 - 渡辺哲（最終話）（41年前：関本柊）
皆実誠と地上げを行っていた人物。広域暴力団・南雲会の元幹部で、殺人の前科で5年前まで服役していた。
出所後は転売目的の商品の買い付けを行い、日銭を稼いでいたところを、心太朗と皆実に接触され、41年前の事件について弓塚の関わる公共事業を進めるため地上げを行い、皆実誠の指示で鎌田の経営する食堂に嫌がらせを行っていたことを明かす。
皆実たちに接触された後、弓塚の事務所に電話をかけると、弓塚の関係者を装った山藤に呼び出され、橋の欄干から玉川に投げ落とされて溺死体として発見される。
居酒屋の店員
演 - 鈴木もぐら（最終話）
皆実や心太朗が訪れる居酒屋の店員。
刑務官
演 - 寺田ムロラン
千葉刑務所の刑務官。鎌田國士への面会を申し込んだ皆実と心太朗に、彼は医療処置を受けて意識も混濁し余命も短いと答える。
刑事
演 - 久保龍一
41年前、鎌田國士を取り調べた刑事。
山藤の仲間
演 - 嶋村太一
41年前の事件の件で弓塚の事務所に電話を掛けた池上を玉川の河川敷に呼び出し、彼を橋の欄干から玉川に投げ落とす。

#### 最終話
小林久恵（こばやし ひさえ）
演 - 銀粉蝶
赤坂の料亭「鶴之井」で皆実勢津子と鎌田國士の同僚だった女性。現在は老人ホーム「こまえ苑」で暮らしており、訪問してきた皆実と心太朗に、二人は交際して将来飲食店を開こうと仕事に励んでいたが、勢津子は料亭の女将に皆実誠との縁談を勧められたため、彼女の幸せを願う鎌田が身を引き、勢津子は誠と結婚したと教える。
女将
演 - 三津谷葉子
「鶴之井」の女将（当代）。1970年代と1980年代の顧客の利用台帳を訪問してきた皆実と心太朗に閲覧させ、皆実誠が当時、連日接待で利用していたことが判明する。
皆実が座敷がいい匂いがすると尋ねると、初代の女将の時代からが京都から取り寄せているお香の香りであると教え、利用台帳の来客記録とともに、41年前に自宅の火災現場から自分を救出したのが護道清二であったと気付かせる。
記者
演 - 野村彩也子（TBSアナウンサー）
弓塚敏也が複数の談合、広域暴力団「南雲会」との癒着の件で東京地検特捜部による強制捜査が始まったニュースを議員会館前から中継する。
「鶴之井」の従業員
演 - 佐藤まんごろう、前野恵
「鶴之井」での勢津子と鎌田の同僚。
池上の手下
演 - 入慶田本朝敬、櫻井心
41年前に池上と共に食堂「かまた」に嫌がらせをする。
ケント
演 - 佐藤緋美
アメリカに帰国する皆実を空港でエスコートしてくれた男性。
医師
演 - 仲義代
救急搬送された護道泉の手術を担当した医師。

## スタッフ
- 脚本 - 黒岩勉[1]
- 音楽 - 木村秀彬、mouse on the keys[1]
- 挿入歌 - 神はサイコロを振らない「修羅の巷」（Universal Music / Virgin Music）[73]
- 演出 - 土井裕泰、平野俊一、石井康晴、伊東祥宏[1]
- 全盲所作指導 - ダイアログ・イン・ザ・ダーク[1]
- 協力 - 日本視覚障害者団体連合[1]
- 警察監修 - 古谷謙一[74]
- 法律監修 - 國松崇
- 戸籍監修 - 長島匡克
- 医療監修 - 浅利靖
- ホテル監修 - 岡本直子[75]
- 特殊メイク/特殊造形 - 百武朋
- ガンエフェクト - 納富貴久男（BIGSHOT）
- アクション - 諸鍛冶裕太（Japan Action Enterprise）
- 撮影監督 - 山本英夫[1]
- プロデュース - 益田千愛、元井桃[1]
- 編成プロデュース - 東仲恵吾[1]
- 製作著作 - TBS

## 放送日程
| 各話                                                                         | 放送日  | サブタイトル       | ラテ欄                                                              | 演出     | 視聴率 |
| ---------------------------------------------------------------------------- | ------- | ------------------ | ------------------------------------------------------------------- | -------- | ------ |
| EPISODE 01                                                                   | 4月23日 | 新時代のヒーロー   | 最強バディ誕生! FBI×刑事が無差別爆弾魔に挑む                        | 土井裕泰 | 14.7%  |
| EPISODE 02                                                                   | 4月30日 | 相棒は殺人犯!?     | 相棒は連続殺人犯!? 12年越しの真実… 独白隠し続けた涙の過去           | 土井裕泰 | 13.1%  |
| EPISODE 03                                                                   | 5月07日 | 相棒への挑戦状     | 相棒へ挑戦状! 俳優殺人の巧妙トリック                                | 平野俊一 | 12.0%  |
| EPISODE 04                                                                   | 5月14日 | 奇跡の出会い       | 吾妻刺される! 仲間のため満員電車大捜索…                             | 石井康晴 | 12.4%  |
| EPISODE 05                                                                   | 5月21日 | 忘れられない味     | 目撃者は犬!? 謎だらけのインフルエンサー殺人の闇…                    | 伊東祥宏 | 12.8%  |
| EPISODE 06                                                                   | 5月28日 | 不器用な愛のカタチ | 絶体絶命! 残された時間は2時間… 人質は皆実! 犯人は何者!?             | 平野俊一 | 12.1%  |
| EPISODE 07                                                                   | 6月04日 | 大切なひと         | 後妻業殺人か スパイ 犯人に一目惚れ!? 真実を見破れ!                  | 石井康晴 | 12.9%  |
| EPISODE 08                                                                   | 6月11日 | 責任               | 万事休す! バスジャック犯が皆実に発砲                                | 石井康晴 | 12.6%  |
| EPISODE 09                                                                   | 6月18日 | 正義の行方         | 最終章前編! ついに41年前の事件へ! 最悪な結末に涙の叫び声            | 平野俊一 | 12.7%  |
| EPISODE 10 - Final                                                           | 6月25日 | わたしの家族       | お父さんごめんね 涙と魂の叫び… 41年間隠した切なくて哀しい親子の秘密 | 平野俊一 | 13.4%  |
| 平均視聴率 12.9%（視聴率はビデオリサーチ調べ、関東地区・世帯・リアルタイム） |         |                    |                                                                     |          |        |

- 初回・最終回は21時 - 22時19分の25分拡大放送[2][69]。
- 第2話・第9話は21時 - 22時9分の15分拡大放送[79][64]。

## 受賞
- 第116回ザテレビジョンドラマアカデミー賞[80]
  - 助演男優賞 - 大泉洋
  - 脚本賞 - 黒岩勉

## その他
- 4月23日から6月30日まで、本作に全盲所作指導として協力するダイアログ・イン・ザ・ダークとのコラボイベント「ラストマン・イン・ザ・ダーク」が開催された[81]。
- 第6話は放送内容が放送前の5月25日に発生した立てこもり事件を想起させるものであったため、番組の冒頭と最後にそのことに配慮したテロップが流された[82]。

## 映画
『映画ラストマン -FIRST LOVE-』のタイトルで2025年12月に公開予定。監督の平野俊一、主演の福山雅治や共演の大泉洋などがドラマ版から続投する。

### キャスト（映画）
- 皆実広見：福山雅治
- 護道心太朗：大泉洋
- 護道泉：永瀬廉（King & Prince）[83]
- 吾妻ゆうき：今田美桜[83]
- 馬目吉春：松尾諭[83]
- 今藤完治：今井朋彦[83]
- 長谷川壮太：奥智哉[83]
- デボラジーン・ホンゴウ：木村多江[83]
- 佐久良円花：吉田羊[83]
- 護道京吾：上川隆也[83]

### スタッフ（映画）
- 監督：平野俊一
- 脚本：黒岩勉[84][85]
- 企画プロデュース：東仲恵吾[84][85]
- 配給：松竹[85]
- 製作：映画「ラストマン」製作委員会